# Thee Mighty Caesars
I Mighty Caesars furono una band garage punk  della scena di Medway formata da Billy Childish (voce e chitarra) nel 1985 dopo lo scioglimento dei The Milkshakes affiancato da John Agnew (basso) and Graham Day (batteria), precedentemente membri dei The Prisoners.
In seguito Bruce Brand (ex-Pop Rivets/Milkshakes) rimpiazzò Day, che andò a formare i Prime Movers.

## Discografia

### Album
- Thee Mighty Caesars (1985)
- Beware the Ides of the March (1985)
- Thee Caesars of Trash (1986)
- Acropolis Now (1986)
- Wiseblood (1987)
- John Lennon’s Corpse Revisited (1989)

### Compilazioni
- Live In Rome (1987) [studio recordings with overdubbed 'live' effects]
- Don’t Give Any Dinner to Henry Chinaski (1987) [demos]
- Punk Rock Showcase (1987)
- Thusly, thee Mighty Caesars (English Punk Rock Explosion) (1989) (U.S.)
- Surely They Were the Sons of God (1989) (U.S.)
- Caesars Remains (1992)
- Caesars Pleasure (1994)